# سید رضا نوروززاده
سید رضا نوروززاده (زادهٔ ۱۳۳۱ اسفراین) سیاست‌مدار و مدیر اجرایی ایرانی است، که از ۱۳۹۶ تا ۱۳۹۷ بعنوان معاون وزیر نفت در امور پتروشیمی و مدیرعامل شرکت ملی صنایع پتروشیمی ایران فعالیت می‌کرد. او برای ۵ دوره پیاپی، در ادوار سوم تا هفتم مجلس شورای اسلامی، نمایندهٔ اسفراین بود.
وی دانش‌آموخته کارشناسی شیمی کاربردی از دانشگاه شهید بهشتی، کارشناسی ارشد مهندسی صنایع از دانشگاه امیرکبیر، همچنین کارشناسی مدیریت صنعتی از دانشگاه علامه طباطبایی، کارشناسی ارشد مدیریت دولتی از سازمان مدیریت صنعتی و دکتری مدیریت صنعتی از دانشگاه آزاد اسلامی واحد علوم و تحقیقات می‌باشد.
نوروززاده فعالیت سیاسی خود را از سال ۱۳۵۸ با عضویت در انجمن اسلامی دانشجویان آغاز نمود. در دوره‌های سوم، چهارم، پنجم، ششم و هفتم مجلس شورای اسلامی، بعنوان نماینده اسفراین، در مجلس حضور داشت. وی در انتخابات دوره هشتم مجلس شورای اسلامی، از سوی شورای نگهبان رد صلاحیت شد. نوروززاده در فاصله سالهای ۱۳۹۳ تا ۱۳۹۴ بعنوان رئیس سازمان گسترش و نوسازی صنایع ایران و معاون وزیر صنعت، معدن و تجارت فعالیت می‌کرد و از ۱۳۹۴ تا ۱۳۹۵ نیز برای مدت یک سال، مدیرعامل شستا بود.

## زندگی‌نامه
سید رضا نوروززاده در سال ۱۳۳۱ در روستای رویین، از توابع اسفراین، در استان خراسان شمالی زاده شد. وی به نمایندگی از اسفراین در مجلس‌های سوم، چهارم، پنجم، ششم و هفتم حضور داشت و از دوره چهارم تا هفتم، عضویت کمیسیون صنایع و معادن مجلس شورای اسلامی را برعهده داشت.

## تحصیلات
- لیسانس شیمی کاربردی از دانشگاه شهید بهشتی
- فوق لیسانس مهندسی صنایع از دانشگاه امیرکبیر
- فوق لیسانس مدیریت صنعتی از دانشگاه علامه طباطبایی
- فوق لیسانس مدیریت دولتی از سازمان مدیریت صنعتی
- دکترای مدیریت صنعتی از دانشگاه آزاد اسلامی واحد علوم و تحقیقات

## سوابق سیاسی
- عضو انجمن اسلامی دانشجویان (۱۳۵۸ تا ۱۳۵۹)
- عضو انجمن اسلامی مهندسین (۱۳۶۸)
- عضو شورای مرکزی حزب اعتماد ملی[۴]

## سوابق اجرایی
- مهندس تولید کارخانجات قند (۱۳۶۱ تا ۱۳۶۳)
- دبیر آموزش و پرورش (۱۳۶۳ تا ۱۳۶۶)
- عضو کمیسیون صنایع و معادن مجلس (ادوار چهارم تا هفتم)
- رئیس انجمن مدیران صنایع (۱۳۷۷)
- رئیس سازمان گسترش و نوسازی صنایع ایران (۱۳۹۳ تا ۱۳۹۴)
- مدیرعامل شرکت سرمایه‌گذاری تأمین اجتماعی (۱۳۹۴ تا ۱۳۹۵)
- مدیرعامل شرکت ملی صنایع پتروشیمی ایران (۱۳۹۶ تا ۱۳۹۷)

## نمایندگی مجلس
نوروززاده در ادوار سوم، چهارم، پنجم، ششم و هفتم مجلس شورای اسلامی نمایندهٔ حوزهٔ انتخابیهٔ اسفراین بود و در دوره چهارم تا هفتم مجلس، بعنوان رئیس کمیسیون صنایع و معادن فعالیت می‌کرد.
در دوره ششم مجلس، نوروززاده و ۱۲۶ نفر دیگر از نمایندگان مجلس، اقدام به انتشار نامه‌ای سرگشاده خطاب به سید علی خامنه‌ای، موسوم به نامه جام زهر، نموده و طی آن به زعم خود خواستار نجات کشور از شرایط بحرانی شدند. انتشار این نامه در زمان حمله آمریکا به عراق در بهار سال ۱۳۸۲ و سقوط صدام حسین صورت پذیرفت.

## سوابق مدیریتی
نوروززاده از آبان ۱۳۹۶ تا آبان ۱۳۹۷ با حکم بیژن نامدار زنگنه، به عنوان معاون وزیر نفت در امور پتروشیمی، مدیرعامل و رئیس هیئت مدیره شرکت ملی صنایع پتروشیمی ایران فعالیت میکرد. وی پیش‌تر برای مدت یک سال از ۱۳۹۴ تا ۱۳۹۵ مدیرعامل گروه شستا بود. از ۱۳۹۳ تا ۱۳۹۴ نیز ریاست هیئت عامل ایدرو و معاونت وزیر صنعت، معدن و تجارت (محمدرضا نعمت‌زاده) را برعهده داشت. نوروززاده عضویت هیئت مدیره سازمان اقتصادی کوثر و عضویت هیئت مدیره ایران خودرو خراسان را نیز در کارنامه شغلی خود دارد.